# Emanoil Bârzotescu
Emanoil Dumitru Bârzotescu (n. 20 octombrie 1888, Micești, Județul Argeș - d.3 iulie 1968, Pitești) a fost un general (general-maior) român, care a luptat în Primul și cel de-al  Doilea Război Mondial, fiind avansat după august 1944 comandant al Corpului VII Armată și Corpului VI Teritorial Cluj, apoi acuzat și condamnat de către comuniști.

## Biografie
Tânărul Bârzotescu s-a interesat devreme pentru militărie și  a fost participant la Războiul Balcanic (1913), apoi la Primul Război Mondial (1916-1918) ca ofițer.
Pe 1 ianuarie 1940 Bârzotescu a devenit general de brigadă și comandantul Diviziei 1 Infanterie al Corpului VI cu reședința la Timișoara. Acolo, pe 8 mai 1941, autoritățile militare române din Timișoara au primit primul lot de 800 de prizonieri de origine etnică română din fosta armată iugoslavă, conform înțelegerii cu misiunea militară germană. Orașul a fost frumos pavoazat cu acest prilej pentru primirea lor. S-a aranjat un mare defileu împreună cu foștii prizonieri. Mulțimea din fața Comandamentului a aclamat îndelung și pe generalul Emanoil Bârzotescu care se afla în balconul Comandamentului, încadrat de un grup de ofițeri superiori de la Corpul de Armată, Divizie și Tribunalul Militar. Au urmat vizite ale autorităților în tabere. Duminică, 18 mai, generalii Corneliu Dragalina, comandantul Corpului VI de Armată, împreună cu Emanoil  și preotul Adam Fiștea, reprezentantul autorizat al românilor din Banatul de Vest, au fost la Remetea și Ghiroda, împreună cu artiștii de la Teatrul National și Opera Română.

### În al Doilea Război Mondial
După intrarea României în război și  asediul Odesei, divizia sa nr. 1, încadrată în Corpul de Armată VI al generalului Corneliu Dragalina (împreună cu diviziile 2 și 18), a fost staționată între râurile Bug și Nipru, îndeplinind misiuni de securitate. Emanoil Bârzotescu, a fost staționat în zona din jurul raionului Krivoi Rog, cu ordinea de pază și securitate în regiune. Trebuia să înainteze peste 400 km sub condiții meteorologice rele, la temperaturi sub zero ridicate spre Dnipropetrovsk, unde a ajuns în la 21 ianuarie 1941. A fost fără artileria sa, care a rămas în urmă la Mariupol. Cu toate acestea, situația a fost critică și, în ziua următoare, Corpul german nr. 11, cărui a fost subordonată divizia sa, a ordonat să preia poziții în zonele in apropiere de Pavlograd, Sinelinokvska și Novomoskovsk, pentru a restricționea drumul spre Dnipropetrovsk. O săptămână mai târziu, la 29 ianuarie, românii au fost trimiși în prima linie, între diviziile germane nr. 298 de infanterie și nr. 100 de vânători, atacați de o forță de infanterie sovietică puternică. Contraatacul a sfârșit cu ocupația satului ș-ai gării Samoilovka de către ostașii români. De la 19 februarie au început lupte crâncene cu divizii ruse superioare. În acest moment, Divizia 1 Infanterie a fost întinsă peste un front de 15 km la sud de Lozovaia.  Divizia sovietică 270 Infanterie, sprijinită de tancuri a atacat cordonul simplu de apărare al românilor în sectorul Regimentului Infanterie 93. Bârzotescu a mai trimis rezerva diviziei, regimentele 3 și 5 Vânători Regimentul pentru un contraatac, dar nu a putut opri înaintarea inamicului. Pentru nu a sacrifica soldații săi, a ordonat colonelului Ermil Paraschivescu, să retragă trupele sale la noua linie de apărare, în aproximativ 20 de km distanță. Într-o a doua fază, a retras divizia înapoi la sud de Novo Alexandrovka pe o linie, care a putut fi ținută. Generalul Emanoil Bârzotescu a fost demis de la comanda brigăzii sale fiind pus la dispoziția Ministerului Apărării Naționale (ca mulți ofițeri cu responsabilitate deja din 1941, de exemplu generalii Constantin Ilasievici, Aurel Racovitză, Barbu Alinescu etc.) pe 16 martie și înlocuit de generalul de artilerie Ioan Mihăescu, iar la 9 mai, din causa  intervenției comandaturii a corpului nr. 11 german, prin generalul Constantin Panaitiu.

### După 23 august 1944
După 23 august 1944, generalul Bârzotescu a fost trecut în rezervă, dar rechemat scurt timp după acea, numit general-maior și comandant al Corpului VII Armată și Corpului VI Teritorial Cluj. 
Generalul de divizie Emanoil Bârzotescu a fost trecut în cadrul disponibil la 9 august 1946, în baza legii nr. 433 din 1946, și apoi, din oficiu, în poziția de rezervă la 9 august 1947.
A fost arestat însă în aprilie 1946 la Sibiu (în urma unui denunț) și anchetat, de la 20 septembrie 1947 până în noiembrie 1947,  la Ministerul de Interne în procesul înscenat lui Iuliu Maniu. A fost arestat din nou pe 14 iunie 1950 și închis la Saligny, Peninsula și Midia.  La 27 octombrie 1953 a fost eliberat de la colonia de muncă Castelu (nr. 248 104).
În memoria lui este denumită o stradă la Pitești.

## Decorații
- Ordinul „Coroana României” în gradul de Comandor (8 iunie 1940)[9]